# أكاستوس
أكاستوس (بالإنجليزية: Acastus)‏ في الأساطير الإغريقية هو ابن بيلياس ملك يولكوس في ثيساليا، وكان صديقا حميما لجاسون وشاركه في عدد من مغامراته مثل صيد الخنزير الكاليدوني وحملة الأرغونوت، وبعد موت أبيه، أسس ألعابا جنائزية رائعة على شرفه، والتي احتفى بها الفنانون والشعراء مثل ستيسيخوروس.
كانت زوجته تدعى أستيداميا (وسماها هوراس هيبوليتي) ووقعت في حب بيليوس الذي دخل إلى يولكوس لاجئا، ولكن عندما ردها اتهمته ظلما لدى زوجها، ولينتقم أكاستوس من بيليوس، أخذه معه إلى جبل بيليون وتركه لينام هناك وخبأ سيفه لكي تقتله كائنات القنطور. وعند استيقاظه هوجم بيليوس من قبل قنطور، ولكن أنقذه القنطور الحكيم خيرون، واستعاد بيليوس سيفه وعاد إلى مدينة يولكوس وقتل أكاستوس وأستيداميا.
تم تصوير أكاستوس مع خيوله في لوحة الحملة الأرغونوتية التي رسمها ميكون في معبد ديوسكوري في أثينا.
مزقته أفراس أبيه قطعًا.